# Homecoming (Beverly Hills, 90210)
Homecomming is de zesde aflevering van het vijfde seizoen van het tienerdrama Beverly Hills, 90210, die voor het eerst werd uitgezonden op 12 oktober 1994.

## Verhaal
Het weekend van de grote footballwedstrijd komt eraan tussen C.U en C.U-Zuid, altijd een beladen duel. Steve, Griffin, Donna en Kelly willen een stunt uithalen door de mascotte, een opgezette grizzlybeer, van C.U.-Zuid te stelen. Ze gaan eerst de boel verkennen om een plan te maken. Later in de Peach Pitt praten ze erover en weten niet hoe ze aan moeten vangen. Valerie luistert mee en heeft een plan, de bewakers verdoven door laxeermiddel in brownies te doen. Op de dag dat het gaat gebeuren is de groep inclusief Valerie op C.U.-Zuid, alleen Donna is er niet bij. Donna brengt de dag door bij Ray die een winkel heeft waar ze pompoenen verkopen voor Halloween. De groep delen de brownies uit aan de bewakers, die niet veel later naar de wc rennen. Dan zien ze kans om de beer mee te nemen. Op de wedstrijddag wordt de beer onthuld bij de fans van C.U. en ze zijn zeer blij met deze daad.
De universiteit krijgt hoog bezoek, president Quintero van het land Selanesia komt zijn vriend Milton opzoeken. Brandon is ook uitgenodigd en maakt kennis met de president. Later krijgt Brandon van een mensenrechtenorganisatie te horen dat de president een dictator is en ze vragen hem om een dagvaarding af te geven zodat de president voor de rechtbank moet komen. Brandon vindt het moeilijk om een keuze te maken, aan de ene kant wil hij de vriendschap met de familie Arnold niet op het spel zetten en aan de andere kant gelooft hij in het werk van de mensenrechtenorganisatie. Na lang beraad besluit hij om de dagvaarding af te geven.
Andrea en Jesse hebben de laatste tijd veel ruzie door de werkdruk van Jesse en Andrea zit met school en Hannah. Dan ontmoet Andrea een jongen, Peter, in de wasserette. Ze flirten er flink op los en Peter geeft haar zijn telefoonnummer op een briefje. Als Andrea daarna weer thuis komt heeft Jesse een romantisch diner opgediend om de relatie weer nieuw leven in te blazen. Andrea besluit het briefje weg te gooien.

## Rolverdeling
- Jason Priestley - Brandon Walsh
- Jennie Garth - Kelly Taylor
- Ian Ziering - Steve Sanders
- Gabrielle Carteris - Andrea Zuckerman
- Luke Perry - Dylan McKay
- Brian Austin Green - David Silver
- Tori Spelling - Donna Martin
- Tiffani Thiessen - Valerie Malone
- Carol Potter - Cindy Walsh
- James Eckhouse - Jim Walsh
- Mark D. Espinoza - Jesse Vasquez
- Kathleen Robertson - Clare Arnold
- Jamie Walters - Ray Pruit
- Ryan Thomas Brown - Morton Muntz
- Casper Van Dien - Griffin Stone
- James C. Victor - Peter Tucker
- Nicholas Pryor - Milton Arnold
- Aki Aleong - President Ferdinand Quintero
- Eck Stone - Tuinman Yoto